# Arma de raio

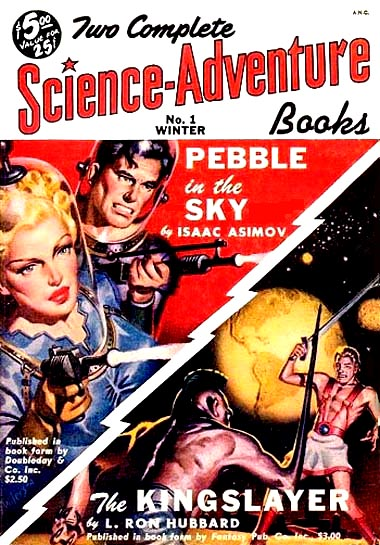
Capa da revista Two Complete Science Adventure Books, 1950, Fiction House, arte de Allen Anderson.

Armas de raio são um tipo de arma de energia dirigida e constituem-se num acessório clássico e difundido da ficção científica. Podem apresentar vários nomes, como raio da morte, raio de calor, vaporizador, desintegrador, blaster, arma de plasma, arma laser, etc. Elas cumprem o papel genérico de armas nos cenários de várias histórias. Até o presente momento, todas as armas de raio são fictícias.

## Histórico

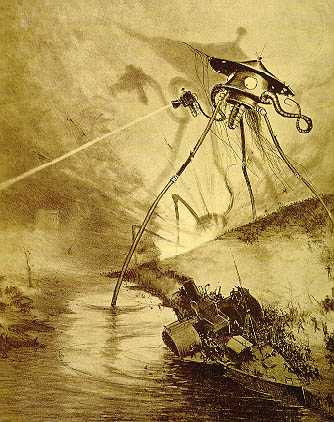
Raio de Calor disparado por um tripod em A Guerra dos Mundos. Gravura de Henrique Alvim Corrêa.

Um dos exemplos mais antigos do uso ficcional deste dispositivo é o Raio de Calor da Guerra dos Mundos de H. G. Wells, publicada em 1898. A partir da década de 1920, os "raios da morte" tornaram-se as armas favoritas dos escritores. Em obras antigas de FC, as armas de raios emitiam luzes brilhantes e faziam barulho como se fossem relâmpagos ou grandes arcos elétricos. As tentativas de Nikola Tesla no desenvolvimento de armas de energia dirigida incentivou a imaginação de muitos escritores.

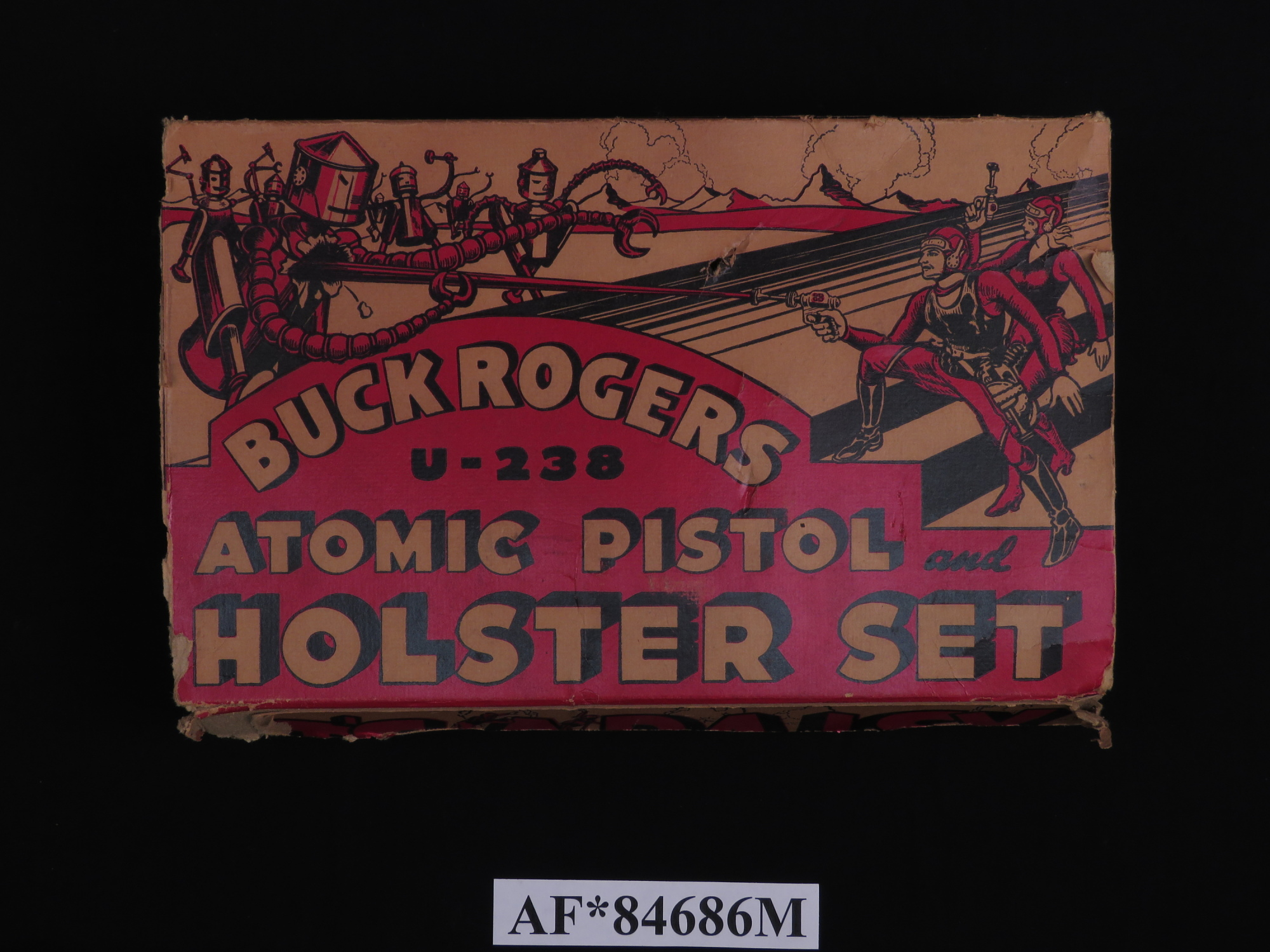
Arma de raio de Buck Rogers

De acordo com a The Encyclopedia of Science Fiction, a expressão "arma de raio" foi usado pela primeira vez por Victor Rousseau em 1917, em The Messiah of the Cylinder.
A variante "projetor de raios"foi utilizado por John W. Campbell em The Black Star Passes de 1930. Termos relacionados como "raio desintegrador aparecem em Edison's Conquest of Mars de Garrett P. Serviss (1898); "blaster" em "When the Green Star Waned" de Nictzin Dyalhis (1925) "needle ray" e "needler" em  The Skylark of Valeron de E. E. Smith.
O termo "arma de raio" já havia se tornado clichê na década de 1940, em parte devido à associação com as histórias em quadrinhos (e séries de filmes posteriores) de Buck Rogers e Flash Gordon. Quando o laser foi inventado em 1960, e tornou-se uma realidade industrial, os raios da morte genéricos da ficção tornaram-se "lasers". Todavia, em fins dos anos 1960 tornou-se evidente que os lasers como armas eram bastante limitados e termos menos específicos como "phaser" (em "Jornada nas Estrelas") ou "desintegrador" (em "Star Wars") passaram a ser utilizados.
Atualmente, desenhos animados evitam retratar armas de fogo realistas, trocando por armas de raio o argumento utilizado é que armas reais podem influenciar negativamente o público infanto-juvenil.
Em seu livro Física do Impossível, Michio Kaku usa as erupções de raios gama como uma evidência para ilustrar que armas de raios extremamente poderosos como a usada para destruir um planeta pela Estrela da Morte na franquia Star Wars não violem as leis e teorias físicas conhecidas. Ele analisa ainda mais o problema das fontes de energia das armas de raio.

## Tipos

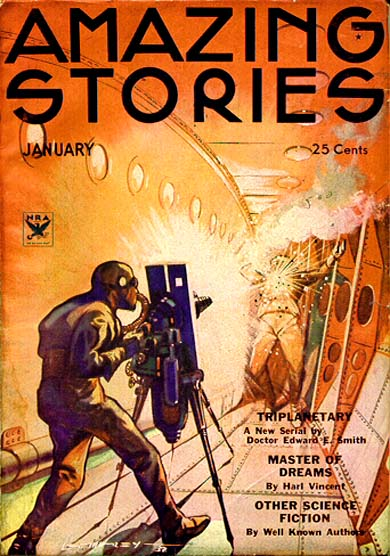
Arma de raio em Triplanetária de E. E. Smith.

O raio disparado por tais armas é apresentado diversamente em cada cenário. Pode ser um laser, um feixe de partículas, plasma (gás aquecido e ionizado) ou algum tipo de energia que não existe no mundo real ou que não é definida. Em algumas histórias de ficção científica, armas de raio são usadas como maçaricos para cortar metal; em outras (notadamente em "Star Trek"), armas de raio possuem um modo de fogo que pode atordoar o alvo em vez de matá-lo.
Armas de raio, além dos diversos nomes, podem se apresentar em vários tamanhos e formatos de acordo com a imaginação dos escritores de histórias e dos fabricantes de adereços para cinema: pistolas, rifles; peças instaladas em veículos; artilharia embarcada em espaçonaves, bases espaciais ou montada num planeta ou asteróide. O formato de pistola é o mais comum.
A maioria das pistolas de raio possui um cabo e um gatilho convencionais, embora essa não seja a norma no universo de "Star Trek". Usualmente, o formato de algumas armas de raio parece ser influenciado pela opinião de que sua eficiência estaria ligada à sua semelhança com armas de verdade.

## Ficção X Realidade
A maioria das armas de raio não se comporta como lasers ou feixe de partículas convencionais:
- O raio viaja a uma velocidade inferior a da luz;
- O raio pode ser visto longe do seu eixo, o que não poderia acontecer no espaço, onde não há nada para ser iluminado pelo raio.
- Recuo visível do cano da arma. Isto somente poderia ocorrer com uma arma de partículas e somente se a velocidade de saída da boca da arma vezes o peso das partículas disparadas equivalesse ao de uma bala disparada por uma arma de fogo.
- O raio tem poder para evaporar completamente um homem (e seu equipamento) que é atingido por ele.
- Em muitos cenários de ficção científica, as leis da física e a natureza da matéria e da energia são diferentes daquelas do mundo real (por exemplo, a física Minovsky do universo Gundam).
- Com a tecnologia presente, a quantidade de energia necessária para fazer funcionar dispositivos como aqueles citados em livros e vistos em filmes, está teoricamente além da capacidade de qualquer dispositivo portátil. Armas de energia existentes hoje são grandes e desajeitadas, e versões portáteis mal têm potência suficiente para serem consideradas armas.
- Muitas delas necessitam de materiais inexistentes para serem construídas.

## Armas de raio reais?
O radar é o resultado de tentativas de desenvolver armas de raio antes da Segunda Guerra Mundial.
Desenvolvimentos recentes no mundo real em armas laser produziram peças de artilharia que poderiam ser descritas como armas de raio, embora não o sejam (ver eletrolaser). Todavia, lasers reais podem provocar danos; alguns são potentes o suficiente para abrir buracos em aço.

## Armas de raio na ficção
| Cenário                                             | Nome da arma | Tipo de raio | Como a arma funciona; comentários |
| --------------------------------------------------- | --- | --- | --- |
| Aliens e sua série                                  | Armas dos Marines coloniais | Arma de plasma carregada no ombro e abastecida por um gerador portátil. As demais armas não são de energia.                                                                 | Arma de plasma carregada no ombro e abastecida por um gerador portátil. As demais armas não são de energia. |
| Universo AndroidOps                                 | 2 tipos de armas de raio infravermelhas | laser infravermelho | |
| Romance Apocalypse Troll de David Weber             | "blaster" ("desintegrador") | pulso de plasma | alimentado por capacitores |
| Babylon 5                                           | Arma de plasma por fases | pequeno pulso de plasma | Nos primeiros episódios, poucos tiros foram dados e as explosões de plasma eram cuidadosamente geradas por computação gráfica e penetravam o alvo. Porém, quando grandes batalhas foram encenadas, a qualidade das imagens decaiu e as explosões se desvaneciam antes de penetrar nos alvos. |
| Blake's 7                                           | "paragun" ("pára-arma") | uma curta explosão | Modelo padrão da Federação. |
| Blake's 7                                           | uma pistola | | Modelo da Federação. |
| Captain Proton                                      | "blaster" ("desintegrador") | raio elétrico letal | Dispositivo típico dos anos 1930, com sons e efeitos visuais exagerados |
| Captain Proton                                      | Paródia dentro de um programa "sério". No episódio Bride of Chaotica de Star Trek: Voyager, Tom Paris criou uma série de aventuras no holodeck onde ele interpretava o papel do Capitão Próton, um herói da ficção científica dos anos 1930 (inspirado em seriados cinematográfico de heróis como Buck Rogers, Flash Gordon e Commando Cody). | | |
| Command & Conquer: Renegade                         | Black Widow (auto-rifle Volt) | raio elétrico constante (eletrolaser?) | Vasto dano em todos os alvos. Curto alcance. |
| Command & Conquer: Renegade                         | Firefly (rifle laser) | Raios laser instantâneos visíveis | Fogo rápido. Automático. 50 tiros por carga. |
| Command & Conquer: Renegade                         | Tarântula (arma laser de corrente) | Raios laser instantâneos visíveis | Fogo rápido. Alimentada por corrente, automática, muito mais rápida do que o rifle de Firefly. 100 tiros por carga. |
| Command & Conquer: Renegade                         | Merlin (canhão pessoal iônico) | Raio instantâneo visível de íons | Alta potência. Grande tamanho. Atira por um segundo e repousa por três. Menos de 6 tiros por carga. |
| Descent: FreeSpace                                  | canhões de raios fotônicos | um raio brilhante e devastador que danifica e destrói naves inimigas. | um raio brilhante e devastador que danifica e destrói naves inimigas. |
| Doctor Who                                          | Armas dos Daleks | "raios rubi" | emitidos por um apêndice conectado à blindagem de um Dalek. A vítima se torna negativa e seu esqueleto é visível por alguns segundos. O "rubi" pode ser um empréstimo dos lasers de rubi. |
| Doom                                                | Rifle de plasma | Plasma | Arma de raio de plasma e tiro rápido. |
| Doom                                                | BFG 9000 | indefinido (citado como plasma em Doom 3) | arma de energia mortal usando física inexistente. |
| Megaman X                                           | X-Buster | plasma-x | canhão de energia explosiva, usando física inexistente, já que o plasma-x flui como se fosse um líquido pastoso. |
| Planeta Proibido                                    | desintegradores de mão | pode matar ou vaporizar | equipamento da tripulação |
| Planeta Proibido                                    | grandes desintegradores | pode matar ou vaporizar | rádio-controlados, operados por "blastermen" |
| Série Fundação (Trilogia)                           | desintegrador | feixe fulgurante de partículas nucleares de alta potência, que despedaça o alvo.                                                                                            | feixe fulgurante de partículas nucleares de alta potência, que despedaça o alvo. |
| Série Fundação (As Continuações)                    | desintegrador | mais fraco, "apenas" destrói os órgãos internos de um homem, sem praticamente nenhum efeito visível e com mínima liberação de energia.                                      | mais fraco, "apenas" destrói os órgãos internos de um homem, sem praticamente nenhum efeito visível e com mínima liberação de energia. |
| Ghostbusters                                        | "Mochila de prótons" | feixe de partículas | arma longa conectada a uma mochila que contém um acelerador nuclear |
| Gundam                                              | canhões de mega-raio | "mega partículas" | "Partículas Minovsky". A Física Minovsky reina através da série. |
| Half Life                                           | Arma de Glúon (Gluon Gun)[carece de fontes?] | Glúon | Gera um feixe de Glúons capaz de vaporizar praticamente tudo que atinge. |
| Half Life                                           | Canhão de Tau (Tau Cannon/ Gauss Gun)[carece de fontes?] | Partícula Tau | Compartilhando a mesma fonte de Energia da "Arma de Glúon", Urânio-235 Empobrecido, Gera um Feixe de Partículas Tau que vaporiza tudo que atinge. |
| Halo 2                                              | Rifle de Feixe de Partículas | "feixe de partículas" | imita o Rifle Sniper humano, com um nível de incremento de 5x a 10x. |
| The Hyperboloid of Engineer Garin (romance de 1927) | "hiperbolóide" | Ver The Hyperboloid of Engineer Garin | Ver The Hyperboloid of Engineer Garin |
| ”The Hyperion Cantos”                               | Bastão da Morte | Uma arma de raios do tipo laser que rompe de modo fatal as sinapses de um ser humano.                                                                                       | Só pode ser operada a curta distância (uns poucos metros), não tem efeitos visuais ou audíveis, nem causa dano visível ao alvo. À base de neutrinos. Formas de vida não-humanas não são afetadas.                                                                                            |
| Independence Day (filme)                            | raio destruidor de cidades | não especificado | não dirigível |
| "Moonraker (filme)"                                 | "Laser Moonraker" | raio laser | Também aparece em alguns Vídeo-games.. |
| James Bond 007: Nightfire (um video-game)           | Rifle Laser Experimental da Phoenix International | "raio laser" | poderosa arma manual com munição ilimitada, mas que necessita de um curto período de recarga de suas células de energia antes de poder ser reutilizado. Disparo visível, com raios lentos. Pode ser recarregado para gerar um raio ainda mais poderoso (e lento).                            |
| Lucky Starr                                         | desintegradores | balas minúsculas que, ao tocar uma superfície, transformam uma fração de sua massa em energia (método indeterminado), eliminando o alvo com um mínimo de luz e som externos | balas minúsculas que, ao tocar uma superfície, transformam uma fração de sua massa em energia (método indeterminado), eliminando o alvo com um mínimo de luz e som externos |
| Resident Evil 3: Nemesis                            | "Espada de Paracelso" | Grande canhão experimental de corrente, sendo produzido pela Umbrella Corp.                                                                                                 | Necessita de grandes baterias para abrir fogo; lança um feixe de energia monumentalmente ofensivo. |
| Stargate                                            | arma bastão | raio de plasma | empunhado como uma lança. |
| Stargate                                            | ”zat” (zat'nik'tel, pronuncia-se "zat'nik'a'tel") | desconhecido: possivelmente uma mistura de plasma/eletricidade | Pequeno, portátil. Um tiro atordoa, dois matam e três vaporizam. |
| Série "Super Smash Bros."                           | Arma de Raio | plasma | arma de plasma em forma de pistola |
| Star Trek                                           | phaser | ”nádions” | vai de atordoamento leve (nível 1) até completa desintegração (nível 16) |
| Star Trek                                           | Disruptor | indefinido | usado por Klingons. Mata. |
| Star Wars                                           | Blaster | várias explosões de partículas | É descrito em detalhes nos manuais técnicos da série, mas sem qualquer física real envolvida. |
| Star Wars                                           | sabre de luz | arco de energia | usado como lâmina, em vez de arma de raio. |
| Warhammer 40.000                                    | Lasgun | raio laser | Geralmente, é capaz de remover um membro humano não-blindado num único disparo. |
| Total Annihilation                                  | Laser | Pode ser um laser tradicional, ou usar mésons coerentes ou feixes de pseudo-bósons.                                                                                         | Varia em cores e força |
| A Guerra dos Mundos (romance, 1898)                 | Raio de Calor | apresentado em várias versões. | Um intenso calor é gerado em uma câmara de não-condutividade absoluta e projetado em um feixe paralelo sobre qualquer objeto escolhido por meio de um espelho parabólico. |
| "Edison's Conquest of Mars" (romance, 1898)         | raio desintegrador | raio invisível não-especificado | evapora a matéria para cuja freqüência é regulado: não produz calor |
| Rifle de plasma                                     | rifle de plasma | Plasma | |
| Duna                                                | Lasgun | projetor a laser de ondas contínuas. | |
| Transformers: O Lado Oculto da Lua                  | Armas de raios desintegradores | Armas que disparam potentes raios desintegradores usadas pelos Decepticons para vaporizar pessoas durante a invasão e destruição de Chicago, transformando-as em ossos.     | |